# Lugovoi Izran
Lugovoi Izran (en rus: Луговой Изран) és un poble de l'óblast de Kírov, a Rússia, segons el cens del 2010 tenia 15. Pertany al districte (raion) de Viàtskie Poliani.